# Limnophila (Limnophila) quaesita
Limnophila (Limnophila) quaesita is een tweevleugelige uit de familie steltmuggen (Limoniidae). De soort komt voor in het Australaziatisch gebied.